# Croatia rediviva: Ča, Kaj, Što – baštinski dani
Croatia rediviva ča-kaj-što, baštinski dani hrvatska je pjesnička manifestacija koja okuplja pjesnike svih hrvatskih narječja koja na književničkoj razini traju kao književni jezici. Utemeljitelj i idejni začetnik ove manifestacije hrvatski je pjesnik Drago Štambuk, liječnik i diplomat. Utemeljio ju je gradeći ju na ideji "trojstvenosti i koineizacije hrvatskoga jezika".
Autor je i Zida od poezije na središnjem trgu u Selcima, na kojemu se postavljaju ploče ovjenčanih pjesnika (poetae oliveati), s godinom ovjenčanja, imenom i nekoliko stihova uklesanih u brački mramor. Temeljna ideja manifestacije jest ideja trojstvenosti hrvatskoga jezika, te ideja koineizacije (miješanja) svih triju hrvatskih nariječja kao izraz hrvatskoga jezičnoga zajedništva. Organizatori manifestacije su Općina Selca, KUD "Hrvatski sastanak 1888", Udruga Croatia rediviva i Društvo hrvatskih književnika.
Manifestacija se održava u Selcima na otoku Braču, obično polovicom srpnja, iako se znala održavati i ranije, kao što je bio slučaj s prvom koja se održala na Veliku subotu 30. ožujka 1991. Od 2008. održava se uoči Dana talijanskoga paljenja Selaca 9. kolovoza 1943. kao spomen na ovaj strašan događaj koji je nakon tri dana i tri noći gorenja prelijepo kameno mjesto pretvorio u našu hrvatsku, otočku Hirošimu. Svaki pjesnik čita svoje stihove, u jednom od triju hrvatskih jezičnih idioma, a svi nastupaju na trgu Stjepana Radića pred brojnim i zainteresiranim štovateljima hrvatske književne riječi.
Vrhunac manifestacije izbor je najuspješnijega pjesnika, kojega se "kruni" vijencem od maslinova lišća. Odluku donosi tročlani žiri kojega sačinjavaju utemeljitelj i raniji ovjenčanici (oliveati). Okrunjeni pjesnik, poeta oliveatus i utemeljitelj izabiru stihove koji će poslije biti uklesani u bijelu mramornu ploču i stavljeni na Zid od poezije središnjega selačkoga trga pred crkvom Krista Kralja. Svakih pet godina utemeljitelj uređuje i objavljuje izbor pjesama pjesnika nagrađenih Maslinovim vijencem s manifestacija održavanih u istom razdoblju, naslovljen Maslinov vijenac.

## Teme Croatiae redivivae
Nepotpun popis:
- 2008.: 65. obljetnica fašističkog paljenja Selaca i šest bračkih mjesta 1943. godine[3]

## Nagrada Maslinov vijenac
Popis pjesnika ovjenčanih (poetae oliveati) Maslinovim vijencem:
- 1991.: Zlatan Jakšić
- 1992.: Drago Štambuk
- 1993.: Jakša Fiamengo
- 1994.: Božica Jelušić
- 1995.: Vesna Parun
- 1996.: Luko Paljetak
- 1997.: Tonko Maroević
- 1998.: Ivan Golub
- 1999.: Vlasta Vrandečić Lebarić
- 2000.: Slavko Mihalić
- 2001.: Dragutin Tadijanović
- 2002.: Zvonimir Mrkonjić
- 2003.: Petar Gudelj
- 2004.: Sonja Manojlović
- 2005.: Tatjana Radovanović
- 2006.: Mate Ganza
- 2007.: Joško Božanić
- 2008.: Mladen Machiedo
- 2009.: Milko Valent
- 2010.: Zoran Kršul
- 2011.: Igor Zidić
- 2012.: Ante Stamać
- 2013.: Branimir Bošnjak[6]
- 2014.: Ernest Fišer[6]
- 2015.: Veselko Koroman
- 2016.: Delimir Rešicki
- 2017.: Tomislav Domović[7]
- 2018.: Zvonimir Sutlović
- 2019.: Mile Stojić[8]
- 2020.: Mirna Weber[9]
- 2021.: Ivan Kramar[10]
- 2022.: Vera Grgac[11]
- 2023.: Dražen Katunarić[12]

## Sudionici
Nepotpun popis dosadašnjih sudionika:
Acija Alfirević, Ivan Babić, Robert Bacalja, Nataša Badovinac-Ostojić, Tomica Bajsić, Lidija Bajuk, Sanja Baković, Veljko Barbieri, Sead Begović, Tea Benčić Rimay, Sonja Bennet, Enerika Bijač, Tomislav Marijan Bilosnić, Zora Birimiša, Anela Borčić, Dubravka Borić, Branimir Bošnjak, Joško Božanić, Božica Brkan, Marica Buratović, Diana Burazer, Silvija Buvinić, Fikret Cacan, Zvjezdana Čagalj, Marina Čapalija, Željka Čorak, Jozefina Dautbegović, Lana Derkač, Ivan Dobra, Roko Dobra, Jasminka Domaš, Tomislav Domović, Dragutin Dumančić, Jakša Fiamengo, Ernest Fišer, Marica Gamulin, Mate Ganza, Goran Gatalica, Maja Gjerek-Lovreković, Stanka Gjurić, Biserka Goleš Glasnović, Ivan Golub, Marijan Grakalić, Marko Gregur, Vera Grgac, Davor Grgurić, Ivan Grubišić, Petar Gudelj, Hadžem Hajdarević, Sanda Hržić,  Dorta Jagić, Katarina Jakšić, Zlatan Jakšić, Božica Jelušić, Tihana Jendričko, Stanko Jerčić, Vjekoslava Jurdana, Ivan Kalinski, Dunja Kalilić, Pajo Kanižaj, Anton Kikaš, Veselko Koroman, Mate Kavelj, Marina Kljajo Radić, Andrijana Kos-Lajtman, Zvonko Kovač, Luka Krajančić, Nikola Kristić, Dražen Katunarić, Neva Kežić, Zlatko Kraljić, Ivan Kramar, Stanko Krnjić, Zoran Kršul, Marija Lamot, Fabijan Lovrić, Mladen Machiedo, Admiral Mahić, Sonja Manojlović, Mate Maras, Tonko Maroević, Ivica Matešić Jeremija, Tašenka Matulović Tabak, Saša Meršinjak, Miroslav Mićanović, Tomislav Milohanić, Pjero Mirić, Sanja Mošić, Zvonimir Mrkonjić, Kemal Mujčić Artnam, Franjo Nagulov, Nevenka Nekić, Dubravka Oraić Tolić, Josip Palada, Luko Paljetak, Dragutin Pasarić, Velimir Pašara, Mila Pavićević, Božica Pažur, Denis Peričić, Tatjana Radovanović, Delimir Rešicki, Livija Reškovac, Robert Roklicer, Darko Rundek, Damir Sodan, Ante Stamać, Josh Stenberg, Mile Stojić, Zvonimir Sutlović, Davor Šalat, Igor Šipić, Darija Škunca Klanac, Ivana Šojat, Drago Štambuk, Juro Štambuk, Marčelo Štambuk, Anton Šuljić, Tuga Tarle, Nada Topić, Vesna Trutanić, Milko Valent, Đuro Vidmarović, Borben Vladović, Vlasta Vrandečić Lebarić, Dragica Vranjić-Golub, Siniša Vuković, Mirna Weber, Anabel Zanze, Igor Zidić, Toma Zidić, Božica Zoko, Anka Žagar, Tomislav Žigmanov, Darija Žilić i Davorin Žitnik.

## Vanjske poveznice
Mrežna mjesta
- Croatia rediviva  Arhivirana inačica izvorne stranice od 10. svibnja 2021. (Wayback Machine) na mrežnim stranicama Općine Selce
- Vjekoslava Jurdana, Ovjenčani maslinâ vijencem: Croatia rediviva kao pisanje povijesti i pisanje književnosti  Arhivirana inačica izvorne stranice od 10. svibnja 2021. (Wayback Machine), Kolo 4/2016. (HAW)